# 互酬
互酬（ごしゅう、英: reciprocity レシプロシティ）は、「ある人がある相手を助ければ、助けられた相手も必ずこれに応えて、お返しとして助けてくれるだろう」という期待によって成立する相互作用。あるいは、何らかの贈り物を贈られた場合に、一種の社会規範により、何らかの形で "お返しの贈り物" （日本語で言う「返礼（品）」）を贈ること。主に文化人類学、経済学、社会学などにおいて用いられる概念で、互酬性（ごしゅうせい）とも言う。

## 概要
互酬は、集団の対称性（symmetry）を特徴とする。集団間における財やサービスの、対称的な移動（行き来）によって、いわゆる「ギブ・アンド・テイク」を促進する。また互酬は、見方を変えると、送り手（贈り手）と受け手が、場面が変わると相互に立場を入れ替えること、とも言える（ある場面では送り手（贈り手）だった人が、別の機会の別の場面では受け手になる）。
なお、互酬を行う集団は対称的なサブグループを組織するので、3つ以上の集団も参加できる。その場合は相互にではなく、類似の関係にある第3のサブグループとやりとりを行う。なお集団において経済組織が分離していない場合は、互酬は親族を中心に行われるため、親族関係が複雑となる。
カール・ポランニーは、互酬を再配分や交換とともに社会統合の主要なパターンの一つとした。マーシャル・サーリンズは、近親者に多い「一般化された互酬」、等価交換である「均衡のとれた互酬」、敵対関係に多い「否定的な互酬」に分類して分析を加えた。

## 互酬の例
贈与
贈与とその返礼は、互酬にもとづいて行われた。祭事、結婚、葬儀をはじめとして贈り物がなされ、社会的地位を保つために返礼が重要とされる。有名な例として、アメリカ大陸北西部の儀式であるポトラッチがあげられる。ヴァイキングは威信財の贈与を盛んに行い、時には詩のような物財ではない贈り物も用いられた。
婚姻
婚姻と結びついた互酬としては、ニューギニアのバナロ族やアフリカのティブ族の制度がある。バナロ族では4組以上の男女の組が同時期に婚姻を行い、それぞれの相手は互酬集団の他の人間と親族となった。親族は贈与、労働などの他の互酬活動と密接に結びつく。
労働
共同作業とつながりを持つ互酬としては、ダホメ王国のドックプウェ、インドネシアのゴトン・ロヨン、日本の結があり、トロブリアンド諸島の畑仕事はメンバーや労働の性質によって5つに分けられている。
森林、水資源、草地などの共有資源（ローカル・コモンズ）の管理も、互酬によって行われている。
古代ギリシアにおいてはアリストテレスが唱えた相互依存の原理（アンティペポントス（希: ἀντιπεπονθότος、英: antipeponthos））も互酬に含まれる。ヘシオドスの『仕事と日』は、部族社会の変化で互酬関係が衰えた時代を描いたという解釈もされている。
寄付
寄付の制度としては、イスラームのザカートや、土地信託も含むワクフが存在する。ワクフは慈善として不動産や公共施設にも用いられるため、再配分としての機能も持っている。

### 互酬と交易
共同体の外部に対する互酬は交易の形をとることがある。トロブリアンド諸島のクラのような贈与交易や、共同体同士が接触を避けながら交易を行う沈黙交易が含まれる。集団間の交易が不安定であったり、交渉が不成立となったり、支配者と被支配者の関係にあると、互酬的な交易ではなく、略奪や貢納となる場合があった。
交易で取引相手のもとに滞在する時は、客人として迎えられた。中世アイスランドの貿易は夏にかぎられているため、外国商人は冬になると農場に滞在し、地元の指導者であるゴジや主人の保護を受けるかわりに農作業や戦闘を手伝う関係をもった。交易における客人関係は、トロブリアンド諸島のクラや、中世イスラーム旅行者のイブン・バットゥータが記したマラッカのシャーバンダルの制度にも見られる。